# Tiger I
De Tiger I of Panzerkampfwagen VI Ausführung E, is een Duitse zware tank uit de Tweede Wereldoorlog.
In het begin van de oorlog liep in Duitsland een aantal projecten voor zware tanks. Toen bij de inval in de Sovjet-Unie bleek dat het Rode Leger over betere tanks beschikte, werden die projecten haastig samengevoegd tot een nieuw ontwerp. De Tiger ging in 1942 in productie. Zijn 88 mm kanon maakte hem toen tot de best bewapende tank ter wereld. Ook het pantser was erg dik maar doordat dit niet afgeschuind was, dreef dit de massa onnodig op tot ruim vijftig ton. De Tiger was duur om te produceren en slechts een beperkt aantal speciale bataljons kon er mee worden uitgerust. Die schakelden duizenden vijandelijke tanks uit en de Tiger kreeg daarmee een geduchte reputatie. Omdat er maar 1347 stuks van gemaakt werden, had het type geen beslissende invloed op het oorlogsverloop, behalve dat het project de productie van lichtere tanks belemmerde, zodat er daarvan een onvoldoende aantal kon worden gebouwd. In 1944 werd de productie beëindigd ten gunste van de nog zwaardere Tiger II.

## Achtergronden
Duitsland was vanaf het begin van de openlijke herbewapening in 1935 begonnen met het produceren van een aantal clandestien tijdens de Weimarrepubliek ontwikkelde tanks. Al deze tanks waren licht bepantserd. Toen Hitler door het lobbywerk van Heinz Guderian in 1937 besefte dat zijn land een achterstand had bij de tankontwikkeling, beval hij tot de bouw van zwaardere typen over te gaan. In januari 1937 kreeg Henschel de opdracht tot de ontwikkeling van een Durchbruchwagen, een doorbraaktank die in staat was vijandelijke stellingen te doorbreken. Later dat jaar kwam daar een tweede type bij: de Durchbruchwagen II met een bepantsering van vijftig millimeter en een massa in de dertig-tonklasse. In 1938 werden ook deze projecten niet geavanceerd genoeg geacht. Er werd een reeks specificaties opgesteld voor een nieuw tankontwerp van dertig ton: de VK (VersuchsKraftwagen) 3001, uit te rusten met een 75 mm Lang 24 of 105 mm Lang 28 houwitser, en er werd aan Henschel, Porsche, MAN en Daimler-Benz gevraagd ontwerpen te maken. Ook waren er specificaties voor een nog zwaarder type: een VK 3601 van 36 ton, maar dit had een geringere prioriteit, daar men dertig ton als een praktisch maximum zag voor onderhoud, vervoer en brugbelasting. Beide projecten moesten gebruikmaken van een Schachtellaufwerk, een systeem met grote overlappende loopwielen dat moest leiden tot een gelijkmatiger bodemdruk en een geleidelijke bandomtrek waarvoor een lagere kwaliteit rubber volstond. Op 9 september 1938 autoriseerde het Waffenamt de bouw van een prototype van een VK 3001(H) bij de Henschelfabriek. De VK 3001(H) gebruikte een belangrijk deel van de mechanische componenten die voor de Durchbruchwagen II ontwikkeld waren. Op 9 september 1939 werd de bouw van een prototype van een VK 3601(H) bekrachtigd. Tegelijkertijd werd een VK 6501 in ontwikkeling genomen, een zeer zware tank, die de Franse Maginotlinie moest helpen doorbreken. Bij dit project werden voor het eerst componenten ontwikkeld voor tanks in de klasse van zestig ton. In het voorjaar van 1940 werd een voorserie van acht VK3001(H)s besteld; het eerste prototype was klaar in maart 1941 en twee voorserievoertuigen in oktober 1941.

Experimentele voorlopers van de Tiger

Op 26 mei van dat jaar was echter, na hernieuwde aansporingen door Hitler zelf in de maand april om haast te zetten achter de ontwikkeling van zware tanks, reeds besloten Henschel een tank van veertig ton te laten produceren als concretisering van de VK 3601. De limiet van dertig ton werd verlaten omdat men hoopte via een speciale waadinrichting de tank rivieren te laten oversteken waarvan de bruggen te zwak waren. Dit type had ongeveer hetzelfde onderstel als de VK 3001 maar was zwaarder gepantserd tot 80 mm en had een Waffe 0725 75 mm-kanon dat in staat was 100 mm pantserplaat te doorslaan op 1500 meter afstand. De oorspronkelijke rol van doorbraaktank werd dus verlaten; het voertuig moest nu allereerst in staat zijn vijandelijke tanks te bestrijden. Al in juli werd dit project afgeblazen omdat bleek dat de benodigde speciale wolfraam subkalibermunitie, nodig voor gebruik in de taps toelopende ziel van dit kanon, niet in voldoende hoeveelheden geproduceerd zou kunnen worden. De twee overtollige voorserievoertuigen van de VK3001 werden vanaf augustus 1941 gebruikt als onderstel voor de bouw van twee 12.8 cm Selbstfahrlafette L/61, "Sturer Emil", tankjagers.

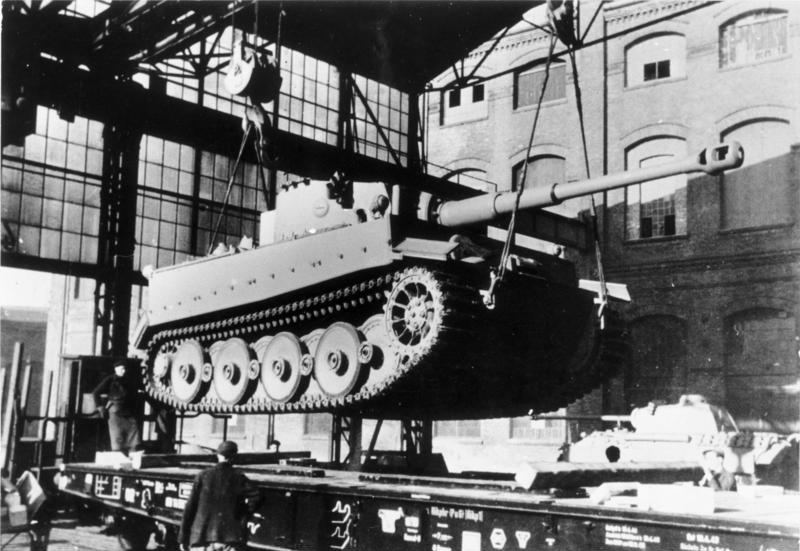
Een Tigertank in de Henschelfabriek

Door het afzien van een 75 mm-kanon was een tank nodig die een 88 mm-kanon kon dragen, dat in staat zou zijn de vereiste doorslag te bewerkstelligen met normale pantserdoorborende munitie. Eerst werd nog overwogen de VK 3601 daartoe direct aan te passen door een verbreding van romp en koepel, maar op 26 mei 1941 was ook al de opdracht gegeven voor de ontwikkeling van het chassis van een nog zwaarder voertuig, de VK 4501, wederom aan zowel Henschel als Porsche. Henschel ontwikkelde hiervoor een volledig eigen ontwerp op basis van een verzwaarde VK 3601, in eerste instantie nog voorzien van hun koepel met 75 mm-kanon. Porsche had al vanuit zijn versie van de VK 3001, de VK 3001(P) of Leopard, vanaf november 1940 een tank ontwikkeld met Kruppkoepel en Krupps beruchte 8,8cm-Flakluchtafweerkanon, de "88", dat omgebouwd werd voor gebruik in een tank. Op 13 mei 1941 was daarvoor een geschutstoren besteld.

Het ontwerp door Porsche

In de zomer van 1941 bleek tijdens Operatie Barbarossa dat de Sovjet-Unie een geheel nieuwe generatie tanks ontwikkeld had, waaronder de T-34 en KV-1, die de bestaande Duitse tanks in pantsering en vuurkracht overtroffen. Dat zorgde voor een paniekreactie aan Duitse zijde en het besluit om uit de voorhanden zijnde zware tankontwerpen zo snel mogelijk één model in productie te nemen. Door deze haast was het niet mogelijk beide ontwerpen, van Porsche en Henschel, eerst volledig uit te ontwikkelen en dan te vergelijken. Uiteindelijk werd gekozen voor een combinatie van een Henschelonderstel en een Porschetoren. Het 4501(H)-onderstel bleek superieur aan dat van Porsche. Het Porsche ontwerp 4501(P) had een zeer geavanceerde hybride petro-elektrische aandrijving, waarbij twee elektromotoren de transmissies van de rupsbanden aandreven en deze zelf elektrische stroom kregen vanuit twee zware generatoren aangedreven door twee benzinemotoren. Dit maakt een soepele besturing mogelijk en geeft een superieur koppel, beide zeer gewenste eigenschappen in een zwaar rupsvoertuig. Alhoewel de prototypes van dit ontwerp in april 1942 het eerst klaar waren, inclusief de Kruppkoepel, bleek de aandrijving veel te complex en onbetrouwbaar vanwege de inherente neiging tot doorbranden die zulke systemen hebben. Daarbij had het ontwerp grote hoeveelheden schaars koper nodig. Het werd dus verworpen ten gunste van het Henschelonderstel. De koepel van het Henschelontwerp was daarentegen al in een vroeg stadium verworpen wegens het gebrek aan wolfraam. Daarenboven oefende Krupp sterke politieke druk uit om hun monopolie op kanonnen te beschermen. Er werd besloten hun koepel die voor de "Porsche Tiger" ontworpen was te gaan produceren met een aangepaste versie van de 88 mm-Flak L/56, dat als enige bestaande kanon voldoende effectief leek tegen de nieuwe Sovjettanks. Een nieuw langer, Lang 71, 88 mm-kanon, waaraan Hitler de voorkeur gaf, bleek volgens een rapport van 10 september 1941 niet in deze koepel inpasbaar — het zou later in de Tiger II geplaatst worden. De uiteindelijk beroemdste tank uit de oorlog was dus een gedwongen samenvoeging van beschikbare verschillende elementen.
Het Henschel-type 4501(H)-onderstel werd eind oktober 1942 aanvaard voor productie als de Panzerkampfwagen VI Ausf. E (Sd.Kfz. 181), aangepast aan de Krupp koepel. Later, op 27 februari 1944, kreeg de tank de officiële naam Tiger. De eerste tank werd al in juli 1942 afgeleverd door de fabriek in Kassel-Mittelfeld en de eerste inzet was op 23 september; de maandproductie piekte in april 1944 met 104 en de productie liep door tot in augustus 1944, toen de tank werd uitgefaseerd voor de Tiger II. Er waren er toen 1347 geproduceerd, inclusief het prototype.
Het verworpen Porschevoertuig werd doorontwikkeld tot de Ferdinand tankjager, een gemechaniseerd geschut.

## Beschrijving

Een doorsnede van de romp

De Tiger heeft een uitermate massief uiterlijk, een gevolg van de plompe bouw met toepassing van nauwelijks afgeschuinde verticale platen. De romp heeft de vorm van een rechthoekige bak met een pantserplaat van 100 mm aan de voorzijde en 80 mm aan de zij- en achterkant. Daarop is een hoefijzervormige toren geplaatst met dezelfde pantserspecificaties, behalve dat de rechte kanonmantel op sommige plaatsen tot 110 mm dik kon zijn. Hoewel de tank in 1942 bijna onkwetsbaar was voor de pantsergranaten van andere tanks, ook door de hoge kwaliteit van het pantserstaal, duurde dit niet lang. De tank heeft een onverdiende reputatie van extreme bepantsering. In verhouding tot de voor die tijd enorme massa van 57 ton was hij in feite bijzonder slecht gepantserd, een gevolg van het falende Duitse tankontwerp van die jaren: slechts een enkel voorbeeld daarvan is dat door de loodrechte platen er geen gebruik werd gemaakt van het afketsingseffect en het volume van het voertuig erg inefficiënt was omgeven. De Duitsers hadden ook niet de capaciteit om grote stalen onderdelen met gebogen vormen te gieten. De Panther was aan de voorzijde aanzienlijk beter bepantserd dan de Tiger.

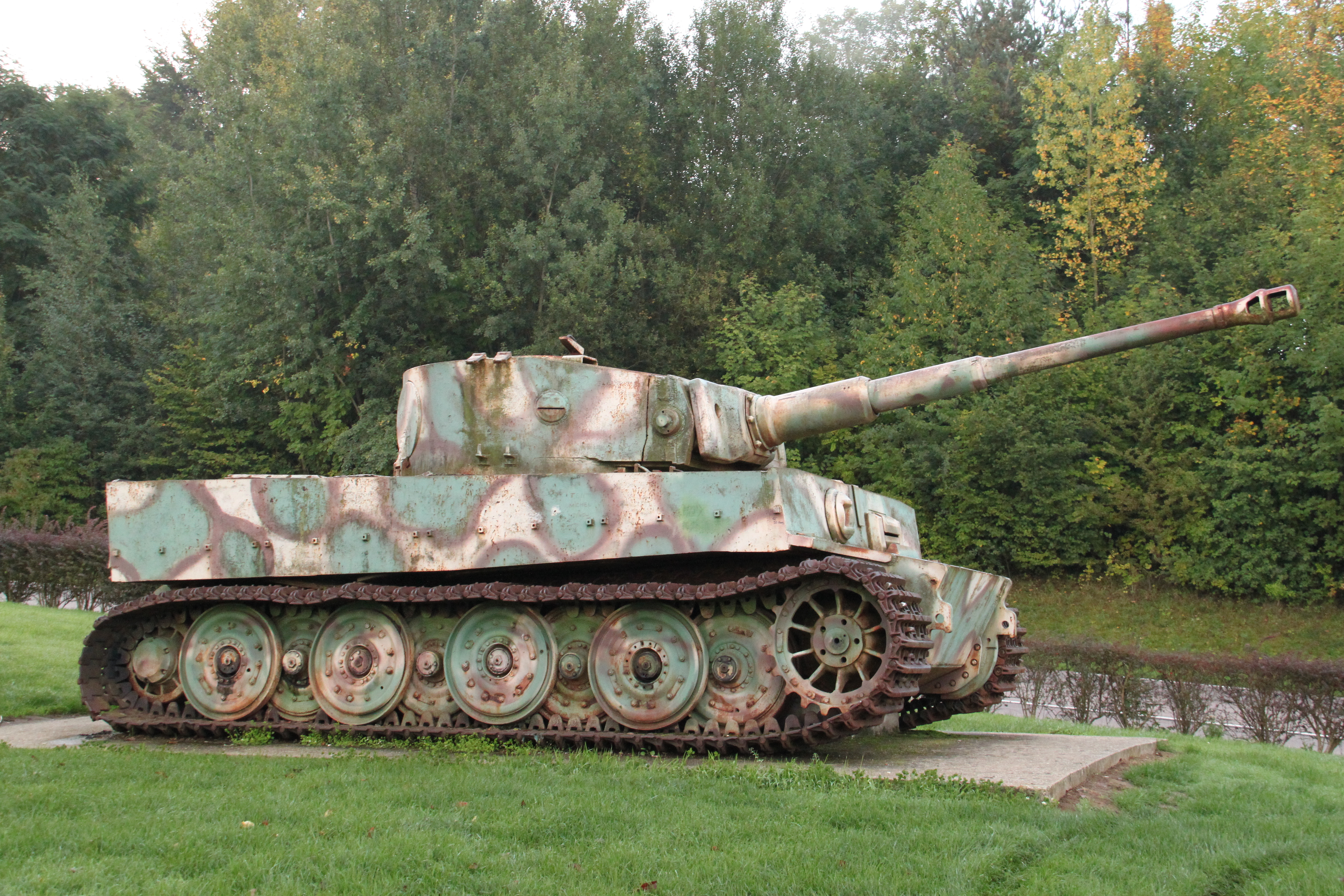
De vormen van de Tiger zijn niet elegant

De tank heeft tegenwoordig ook de reputatie een langzaam, log en onbetrouwbaar voertuig te zijn geweest. Hoewel dat een juiste typering is van zijn opvolger, de Tiger II waar hij vaak mee verward wordt, was de Tiger I met zijn 38 km/h niet wezenlijk langzamer dan eerder ontworpen en lichtere Duitse tanks — mede door zijn torsiestaafophanging met overlappende loopwielen, die leidde tot een lage bodemdruk, en een 700 pk Maybach motor. De tank was ook wendbaarder en betrouwbaarder dan de Panther door een gunstiger lengte-breedte-verhouding, een superieur differentieel en een duurdere transmissie. De Tiger was wel veel duurder en arbeidsintensiever in de productie. Voor elke Tiger konden er twee à drie Panthers geproduceerd worden want de cascoprijs van de Panther was uiteindelijk maar 117 100 RM.
De ware kracht van de tank lag in zijn 8,8 cm KwK 36 L/56-kanon; het was in feite de eerste tank die een krachtig antitankkanon droeg. Hoewel het kanon toevallig beschikbaar was en niet specifiek voor de tank ontworpen, maakte het de Tiger lange tijd dominant op het slagveld. Op wat grotere afstand had dit kanon echter toch moeite het pantser van de voorkant van de romp bij een T-34 of (boven de twee kilometer) zelfs M4 Sherman te doorslaan. Theoretisch gezien zouden deze tanks zelfs afdoende beschermd zijn geweest (althans tegen de standaard Panzergranate 39 zonder wolfraamkern met een penetratievermogen van zo'n 100 mm op 1000 meter) — het feit dat hun afgeschuinde pantser het door de grote massa van de 88 mm-granaat toch catastrofaal kon begeven, werd ze echter vaak fataal. Het langere 75 mm-kanon van de iets later ingezette Panther had nominaal een beter doorslagvermogen, behalve bij de weinig gebruikte wolfraammunitie bij afstanden boven de 1500 meter; het grotere projectiel van de 88 mm in de Tiger werd door zijn massa veel minder afgeremd in de vlucht, waardoor het vanaf die afstand een groter doorslagvermogen behield dan het 75 mm-projectiel.
De tank vormde vooral een gevaar doordat de bemanning van vijf geselecteerd werd uit de beste troepen en de tanks aan speciale elite-eenheden werden toebedeeld die beter logistiek ondersteund werden dan het normale leger. Ook was de bemanning getraind in tactische details, zoals het (in het ideaal geval) 30° schuin plaatsen van de romp ten opzichte van de as van het kanon naar de vijand. Hierdoor had het rechte pantser van 100 mm vooraan toch een vlakkere inslaghoek van 30° en de 80 mm aan de zijkant had zo een inslaghoek van 60°. Hierdoor werd er een grotere equivalente pantserdikte gecreëerd.

## Operationele geschiedenis

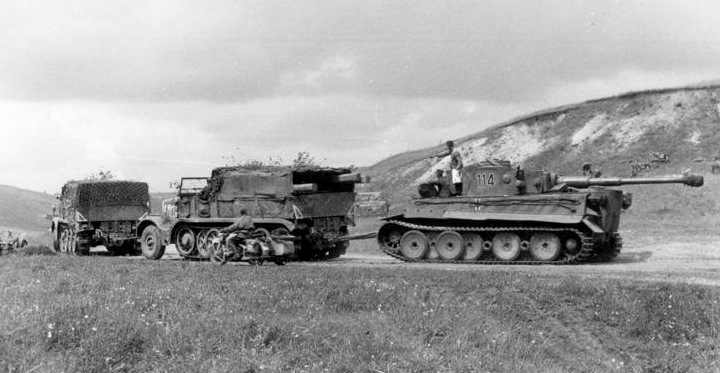
Een uitgevallen Tiger was lastig te bergen

De tank werd ingedeeld bij afzonderlijke Schwere Panzerabteilungen met ieder 45 voertuigen, genummerd 501 tot 510, die vanaf augustus 1942 tot het eind van de oorlog werden ingezet als pantserreserves voor het opvangen van vijandelijke offensieven. In die rol vernietigden ze vele duizenden tanks. In oktober 1943 werden er drie aparte SS-bataljons gevormd met de nummers 101 tot 103. Daarnaast bezat ook het derde bataljon van het Panzerregiment van de elite Pantsergrenadierdivisie Großdeutschland de Tiger. De maximale feitelijke sterkte gemeten aan het begin van de maand was op 1 juli 1944 met 671 tanks. De inzetbaarheid van de Tiger was daarmee beter dan die van de tanks bij de reguliere pantserdivisies, die daarbij ook nog leden onder materieeltekorten.
Hoewel de Tiger I al in augustus/september 1942 voor het eerst werd ingezet in de Sovjet-Unie, bleven de successen in eerste instantie uit. Niet alleen waren de omstandigheden bij deze eerste inzet ongeschikt voor de Tiger, maar de tank was officieel ook nog in de ontwikkelingsfase wat resulteerde in verschillende mechanische problemen.
Ondanks deze mechanische problemen was de Tiger I bij zijn inzet in Tunesië wél een succes. Dit was grotendeels te danken aan de terreinomstandigheden met grote open vlakten. Hier bewees het 88 mm-kanon van de Tiger dat het evenals de 88 mm-Flak een superieur antitankwapen was.
In de daarop volgende twee jaren — de Tiger diende de Wehrmacht bijna drie jaar — bleek de Tiger een uitermate dodelijk wapen te zijn. Duitsland was in deze periode in het defensief gedrongen wat de Geallieerde eenheden dwong risicovol in de aanval te gaan. De grotere vuurkracht van de Tiger kon in deze omstandigheden ideaal worden uitgebuit. Het was niet ongewoon dat commandanten er tijdens hun carrière in slaagden tientallen vijandelijke tanks uit te schakelen vooraleer ze zelf het slachtoffer werden van een vijandelijke antitankgranaat. Dertien slaagden er zelfs in meer dan honderd tanks uit te schakelen, waarvan Kurt Knispel recordhouder was met 168 bevestigde 'kills'. Gemiddeld vernietigde een sPzAbt. per eigen verloren tank 5,74 vijandelijke tanks: inclusief de Tiger II 1.715 verliezen tegen ongeveer 9.850 vijandelijke tanks. Het succes van de Tiger in gevechten met andere tanks blijkt ook uit andere statistieken: de meeste Tigers gingen verloren door logistieke problemen (mechanisch falen en brandstoftekort), daarna door luchtaanvallen en pas als laatste door toedoen van vijandelijke tanks.

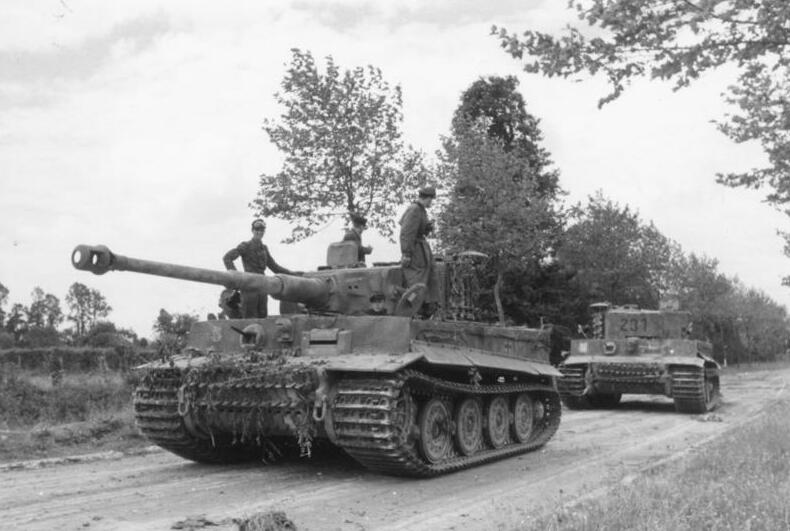
Een foto bij Villers-Bocage van Tiger 222, waarmee Wittmann zijn overwinning boekte, Tiger 231 slepend. Hij commandeerde op het moment van de opname een ander voertuig

Een bekend voorbeeld van de potentie van de Tiger I was de confrontatie tussen SS-Hauptsturmführer Michael Wittmann en een volledige Britse tankbrigade (22nd Armoured Brigade, 7th Armoured Division "Desert Rats"). Wittmanns compagnie, bestaande uit nog slechts vijf Tiger I's (de zesde had mechanische problemen) kreeg opdracht het strategisch belangrijke dorpje Villers-Bocage te verdedigen tegen een Britse aanval. Toen de voertuigen van de 22nd Armoured Brigade het dorpje binnenreden, besloot Wittmann aan te vallen en stuurde de vier andere Tiger I's in een flankerende beweging om het dorp heen. Hijzelf viel frontaal aan, geheel zelfstandig en vertrouwend op zijn bemanning. Zijn strategie was om de eerste en de laatste voertuigen uit te schakelen in de colonne, zodat een val ontstond. De andere vier Tiger werden vertraagd maar Wittmann reed het dorpje in en vernietigde, al rijdend, een M4 Sherman Firefly, zeven Cromwelltanks, negen halftracks, twee 6-pounder antitankkanonnen, vier Bren gun carriers en drie lichte Stuarttanks. De 75 mm-kanonnen van de Cromwells richtten niets uit, terwijl de Tiger op nog geen tien meter afstand reed. Pas toen het aandrijfwiel werd beschadigd door een derde 6-pounder antitankkanon moest Wittmann zijn tank verlaten. Die dag vernietigden de vijf Tiger in totaal twintig Cromwells, vier Sherman Firefly's, drie M4 Shermans, drie Stuarts, veertien half-tracks, zestien Bren Carriers en twee 6 pounder-antitankkanonnen. Wittmann heeft zijn beschadigde tank niet opgeblazen (wat een standaardorder was) omdat hij wist dat hij hem later zou kunnen ophalen, hetgeen ook gebeurd is.
Met dit incident was de naam van de Tiger I op het slagveld in Europa definitief gevestigd. Premier Winston Churchill moest eraan te pas komen om de gemoederen van de geallieerde tankbemanningen te sussen omdat er een soort van paniek was ontstaan na de Britse blamage te Villers-Bocage.

## Strategische blunder

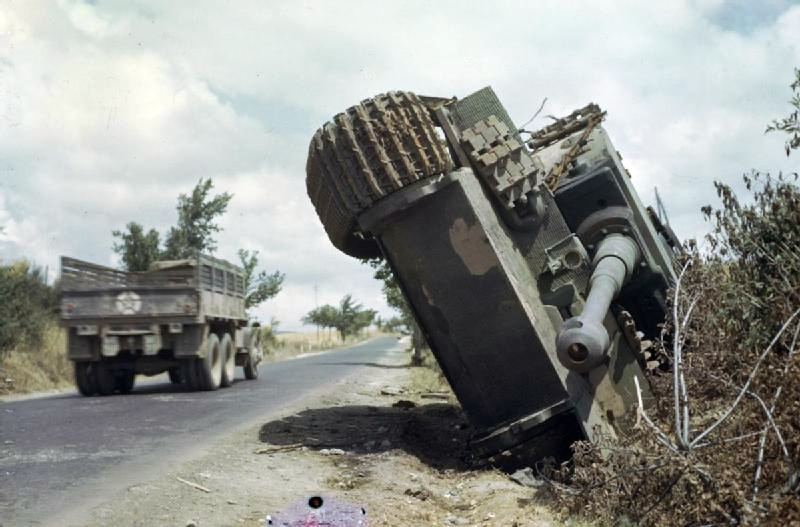
Een Tiger I in de berm

Hoewel gevreesd en tactisch een groot succes - gedurende 1943 was de Tiger superieur aan alles wat de geallieerden konden inzetten - bestaat er een hypothese dat het gebruik van de Tiger een strategische ramp voor Duitsland inhield. De beslissing om tot de fabricage van een hele nieuwe generatie zwaardere tanks over te gaan, als reactie op het ontdekken van de betere T-34, kan beschouwd worden als een van de beslissende fouten die de Duitsers tijdens de Tweede Wereldoorlog maakten. Volgens deze hypothese werd een belangrijk deel van de productiecapaciteit en de brandstofvoorraad verspild aan het in dienst brengen en houden van kwalitatief betere tanks, terwijl Duitslands grootste probleem zijn kwantitatieve achterstand op de geallieerden was. Het verschijnen van een Tiger aan het front betekende dat er meerdere Panzerkampfwagen IV's niet aan dat front verschenen: de productiekosten van de Tiger beliepen eerst ongeveer achthonderdduizend Reichsmark per stuk, die van een PzKpfw IV honderdduizend RM (zij het zonder kanon). Later daalde de stuksprijs zonder bewapening naar driehonderdduizend RM. Deze types kregen tegelijkertijd met de ontwikkeling van de Tiger ook zelf al verbeterde bewapening en bepantsering die het evenwicht voldoende konden herstellen. De logistieke prioriteit ging echter naar de Tigereenheden. Deze fout werd nog verergerd door Hitlers verwachting dat er ieder jaar een nieuwe generatie tanks in het veld gebracht zou worden, waardoor hij de opdracht gaf tot het ontwikkelen van de Tiger II, Maus en Ratte.

## Versies
Anders dan bij de meeste Duitse tanks, waren er van de Tiger geen verschillende Ausführungen. Wel verschillen de productieseries onderling in vele details. Sommige voertuigen waren uitgerust als Befehlspanzer (commandotank) met verbeterde radioapparatuur.
Drie Tigers zijn in 1944 omgebouwd tot Bergepanzer, waarbij de hoofdbewapening werd verwijderd en een kraan aangebracht. De berging van de zware Tigers vormde altijd een enorm probleem.
Van de Tiger werd de Panzersturmmörser afgeleid, een zware gemechaniseerde mortier die enorme raketondersteunde granaten kon wegslingeren. Van dit voertuig, dat ná de oorlog bekend zou worden als de Sturmtiger, zijn er van augustus tot oktober 1944 18 stuks gebouwd op chassis die van het front naar de fabriek gestuurd werden. Hiernaast waren er nog andere mortierprojecten die (ten dele) op het chassis van de Tiger gepland waren, maar die zijn nooit verder gekomen dan een bouwtekening.
Na de oorlog gebruikte het Tsjecho-Slowaakse leger een buitgemaakte Tiger I als een proefvoertuig voor het testen van (nieuwe) wapens, waaronder het 75 mm A18 automatische kanon, het kanon dat in principe was ontworpen voor het T-25 project. Deze versie kreeg de aanduiding Tiger 75.

## Heden
De Tiger is tegenwoordig een van de bekendste tanks uit de Tweede Wereldoorlog: al tijdens die oorlog was hij erg gevreesd door geallieerde tankbemanningen, die vaak in iedere Duitse tank een Tiger zagen. De Duitse propaganda droeg bij aan de mythevorming. Tiger waren echter zo zeldzaam dat het merendeel van de soldaten er zelfs nooit een gezien heeft. Na de oorlog werden de meeste voertuigen verschroot of als oefendoel gebruikt zodat het merendeel verdwenen is. Nog zes Tiger I bestaan er. De tankmusea van Saumur, Bovington Camp, Lenino-Snegiri en Koebinka Tank Museum stellen ieder een exemplaar tentoon; er staat ook een Tiger als monument in Frankrijk bij Vimoutiers. De tank in het Koebinka Tank Museum is een Befehlspanzer. Een tank in de Verenigde Staten van Amerika werd eerst tentoongesteld door het U.S. Army Ordnance Museum te Aberdeen (Maryland) en zal na omzwervingen in Duitsland en Engeland tentoongesteld worden door het National Armor and Cavalry Museum, Camp Benning in Georgia.

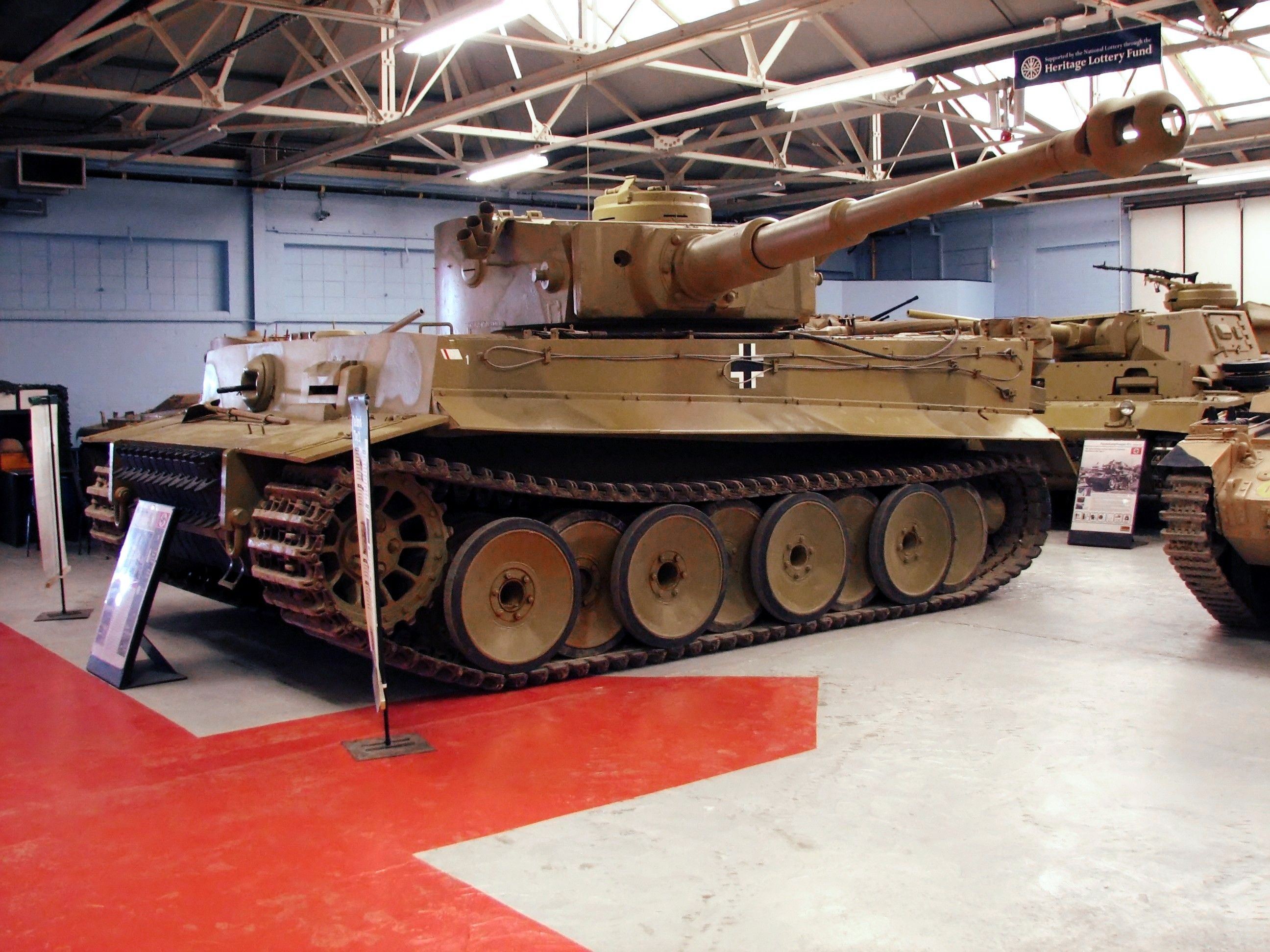
Tiger 131 in The Tank Museum te Bovington Camp
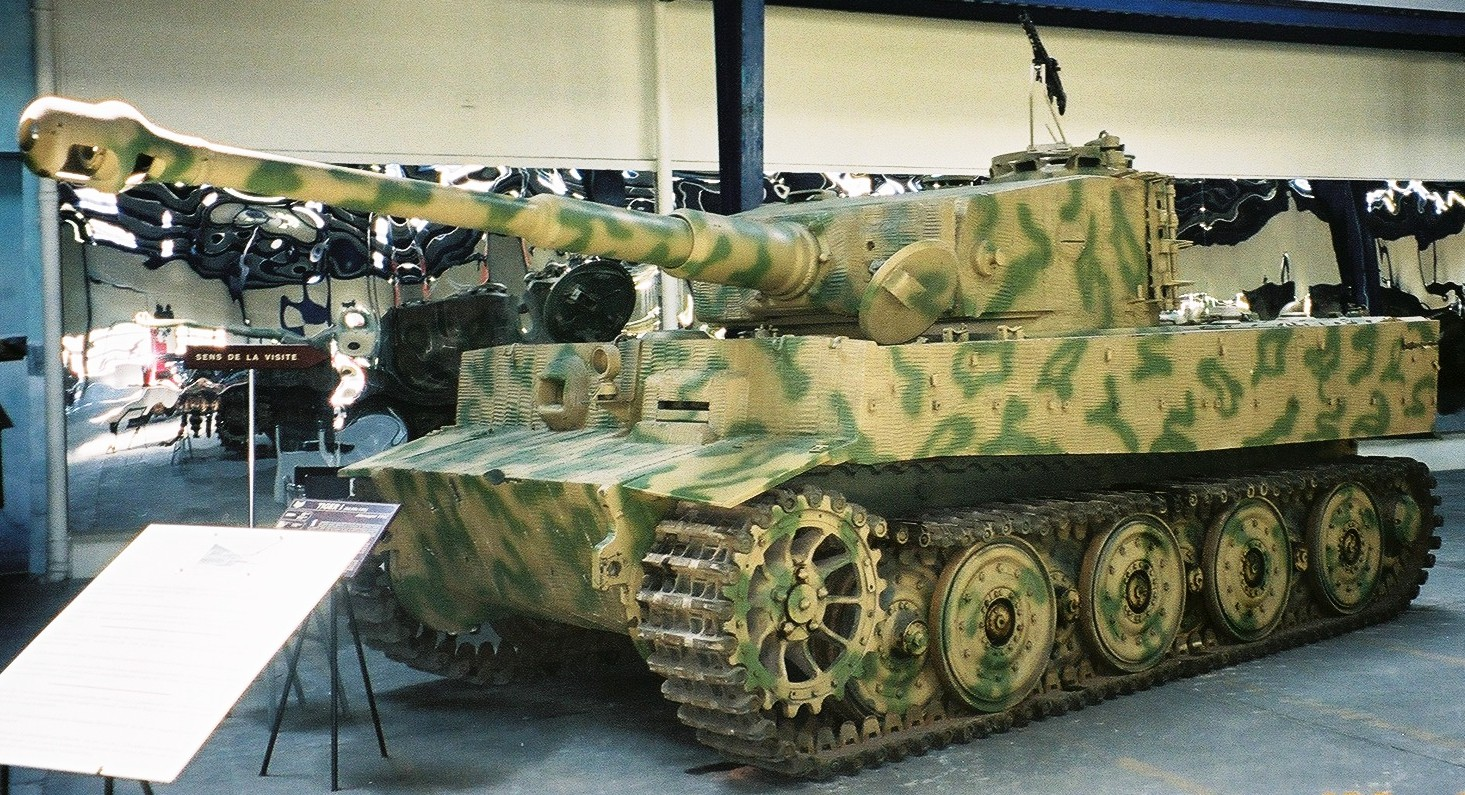
Tiger in het Musée des Blindés te Saumur
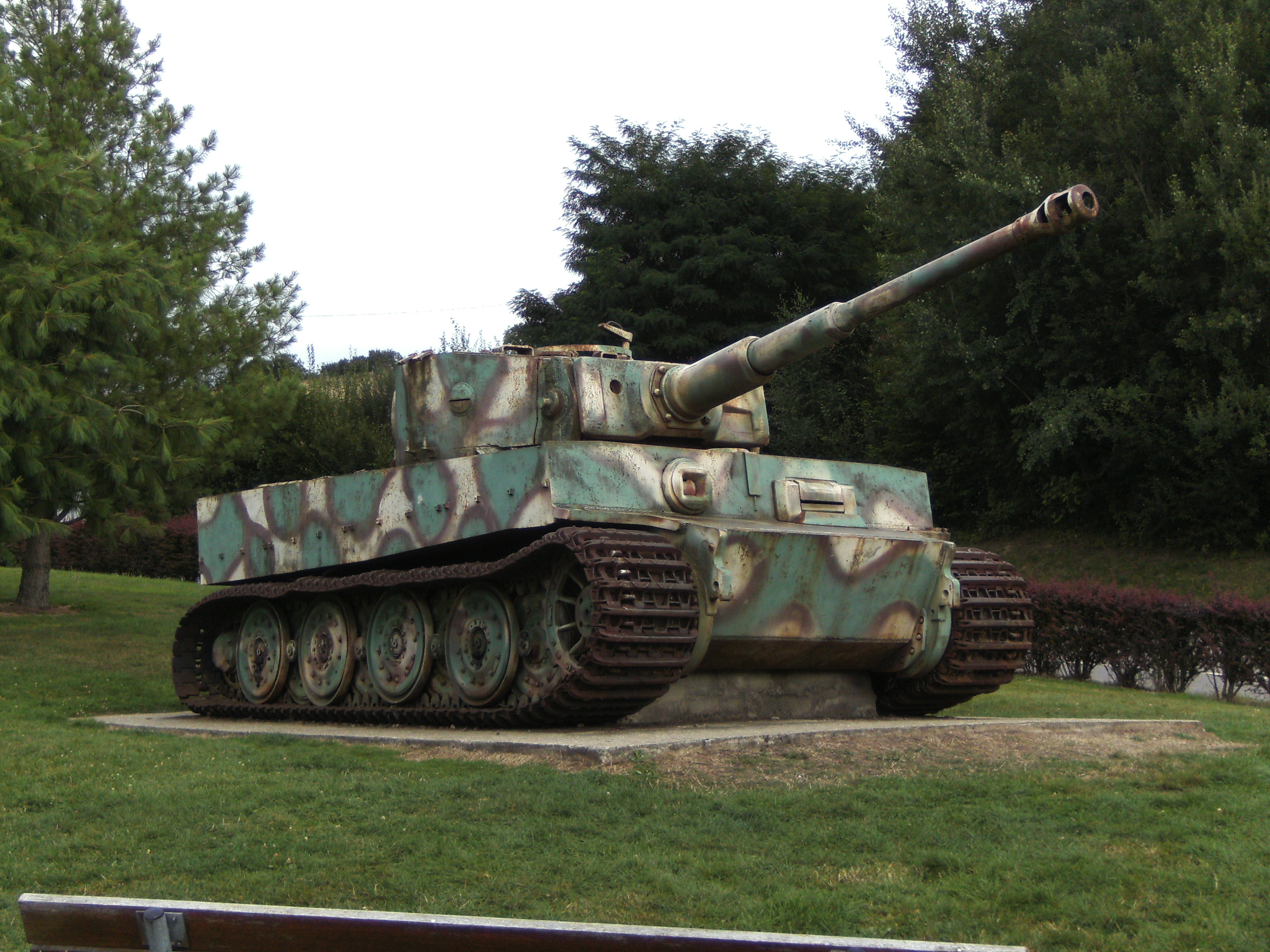
...te Vimoutiers
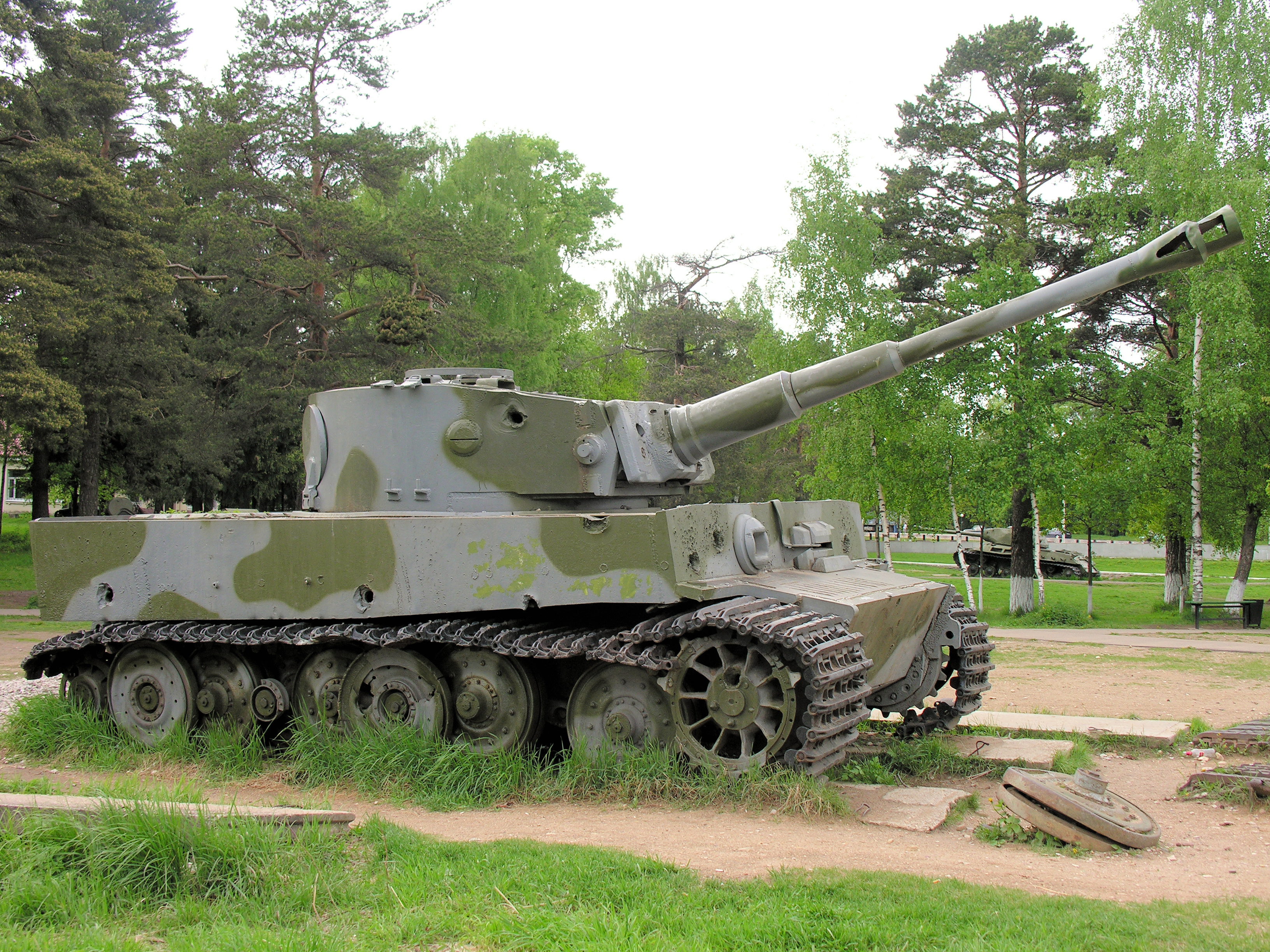
...te Lenino-Snegiri
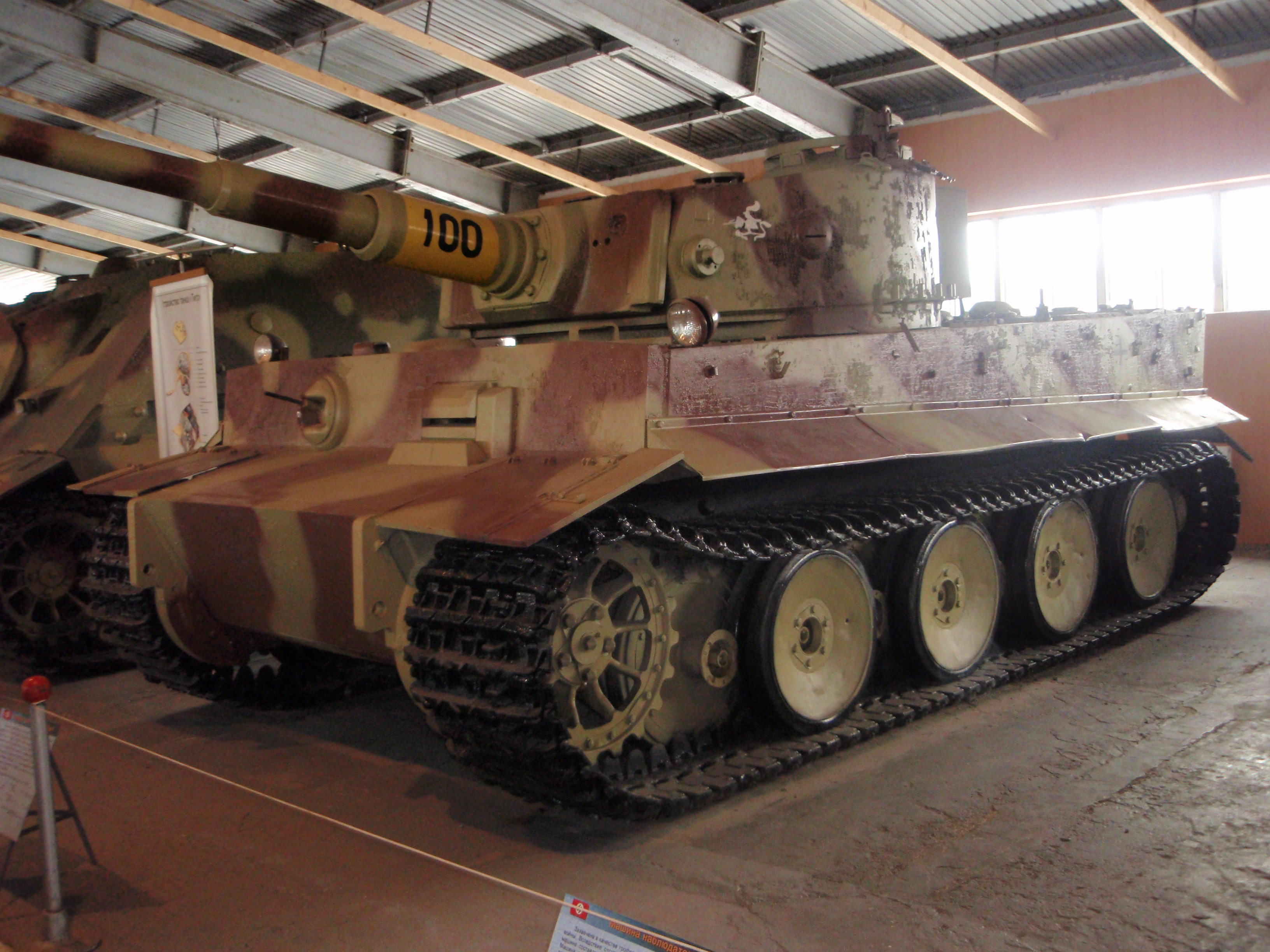
...en in het Koebinka Tank Museum
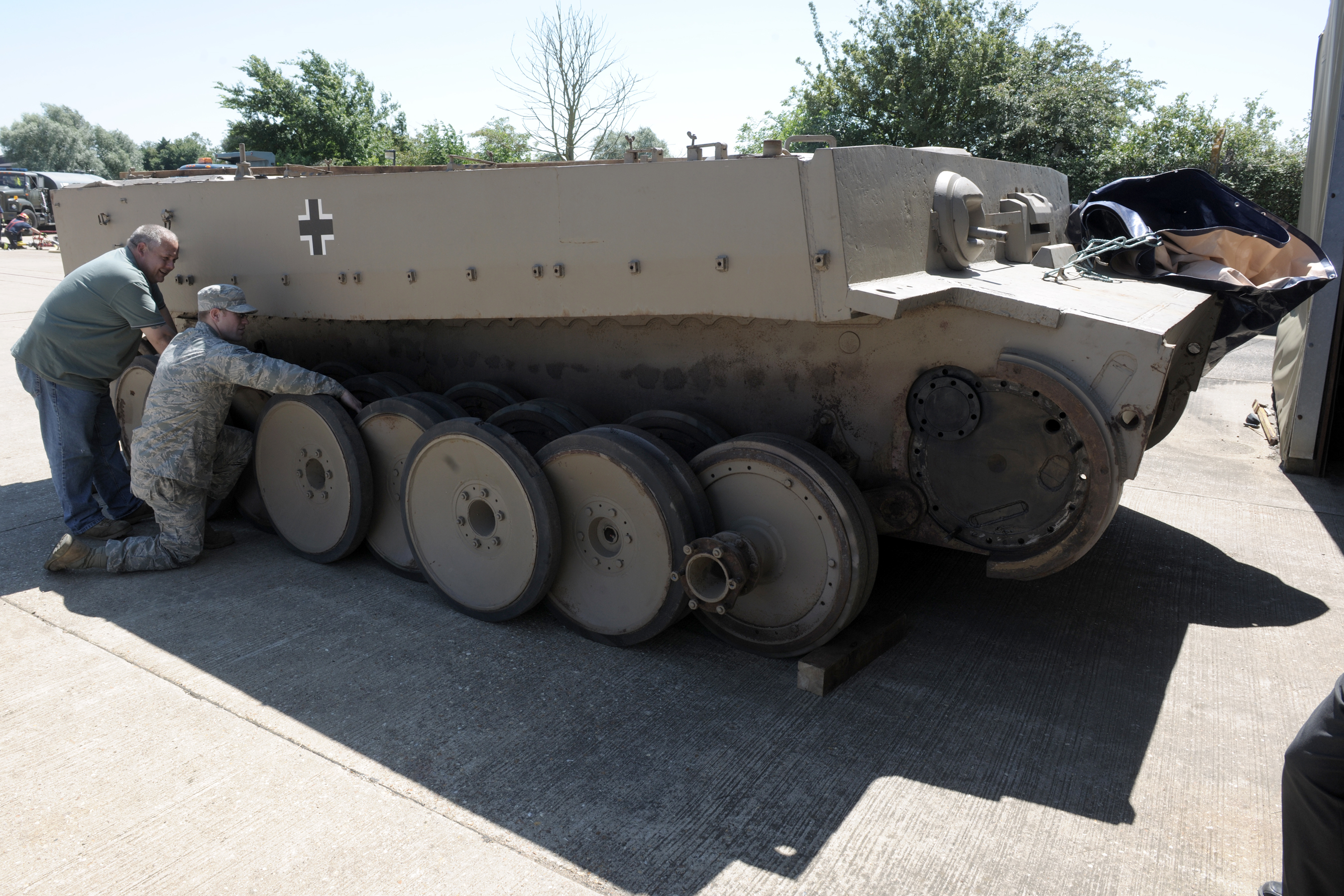
De Amerikaanse tank op RAF Alconbury bij Huntingdon (Cambridgeshire)
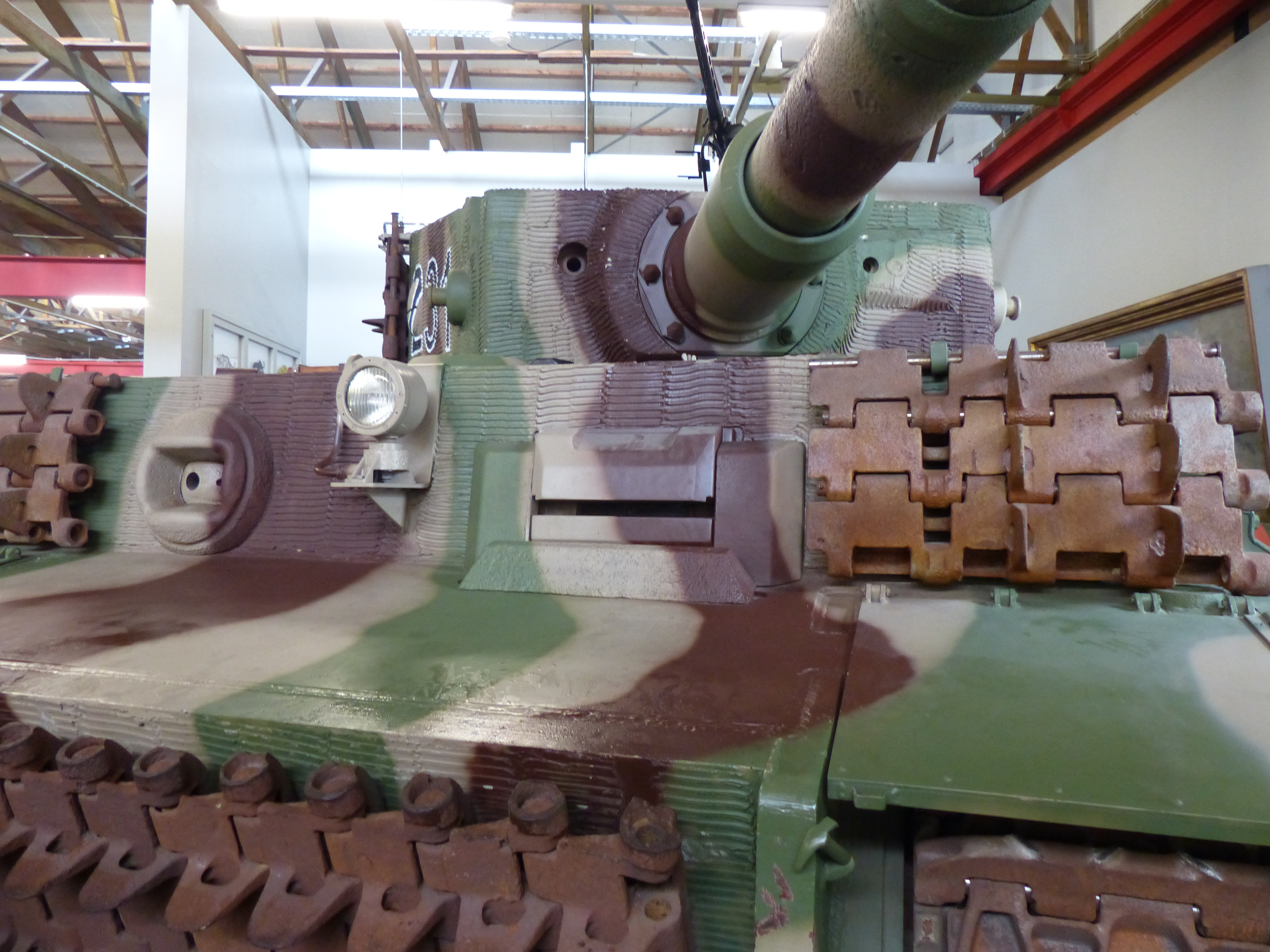
De replica in het Pantsermuseum Munster te Munster

The Tank Museum te Bovington Camp heeft in 2004 de eerste volledig gerestaureerde en rijdende Tiger I (nr. 131) aan het publiek getoond. Deze tank was al sinds 1951 in het museum te zien. Behalve hele voertuigen zijn verschillende losse onderdelen in musea opgesteld. Het Pantsermuseum Munster van Munster toont een replica die voor 90% uit authentieke delen is opgebouwd.

## Weergave in films
- In de film Een brug te ver uit 1977 (over o.a. de Slag om Arnhem tijdens Operatie Market Garden) laten de makers een Tiger over de Rijnbrug bij Arnhem rijden. In werkelijkheid werd een met bordkarton versierde Leopard 1 gebruikt.
- In Saving Private Ryan is duidelijk te merken dat de Tiger I moeilijk uit te schakelen is. Daarom gebruikt het team van John Miller zogenaamde 'kleefbommen'. Deze Tiger was gebouwd op het chassis van een T-34 en was dan ook aanzienlijk kleiner.
- Kelly's Heroes uit 1970 toont de angst van de Amerikanen als ze een Tiger I zagen. De onmacht die de bemanning van een Sherman toentertijd voelde, speelt een grote rol in de aanpak van het schijnbaar oneerlijke gevecht van een Sherman tegenover de superieur geachte Tiger. De wendbaarheid en snelheid van de Sherman in een stadsgevecht moet echter niet worden onderschat. De Tiger blijkt in de straten niet de rol te spelen die het op het weidse slagveld van de steppen in de Sovjet-Unie heeft gespeeld. Ook in deze film wordt voor de Tiger gebruikgemaakt van het chassis van een T-34 tank.
- The Tank Museum te Bovington Camp heeft een volledig authentieke Tiger I, Tiger 131. Deze is te zien in de films They Were Not Divided (1950) en Fury (2014). Voor die laatste film gold als speciale voorwaarde voor het uitlenen dat de Tiger recht moest worden aangedaan in de film, hetgeen is gebeurd. Tiger 131 is tijdens de Tweede Wereldoorlog door de Britten buitgemaakt in Noord-Afrika in praktisch volledig operationele staat en wordt sinds 1951 in Engeland tentoongesteld. Omdat Tiger 131 in okergele woestijncamouflage is gespoten, werd hij in Fury in duisternis en mist getoond en is zijn schutkleur in daglichtscènes digitaal aangepast aan het schema dat in West-Europa gebruikelijk was.